# Пляшущие человечки
«Пля́шущие челове́чки» (англ. The Adventure of the Dancing Men) —  один из 56 рассказов английского писателя Артура Конана Дойля о сыщике Шерлоке Холмсе и докторе Ватсоне; вошёл в число помещённых автором в сборник «Возвращение Шерлока Холмса» тринадцати рассказов, ранее опубликованных в журнале «Стрэнд».
Писатель включал «Пляшущих человечков» в число 12 своих лучших произведений о Холмсе, поставив на третье место.
В рассказе великий сыщик Шерлок Холмс раскрывает загадку шифра, состоящего из схематически изображённых фигурок в позах, которые напоминают набор па некоего танца.
Сюжет «Пляшущих человечков» настолько схож с сюжетом «Золотого жука», что некоторые критики расценивают этот рассказ как дань уважения Конан Дойля к Эдгару Аллану По.
В городе Провиденс (США) существует одноимённый холмсовский клуб.

## Описание

Пляшущие человечки

Очередное дело Шерлока Холмса закручивается вокруг странных картинок с пляшущими человечками — на первый взгляд, невинного детского рисунка.
К Шерлоку Холмсу обращается за помощью некий мистер Хилтон Кьюбит. Год назад он женился на мисс Илси Патрик, а месяц назад его жена получила из США письмо, которое сильно обеспокоило её. Узнать, что было в письме, мистер Кьюбит не мог — он дал супруге обещание не спрашивать об этом, а само послание было ею уничтожено сразу после прочтения.
Вскоре возле дома мистера Кьюбита стали появляться рисунки пляшущих человечков. Когда миссис Кьюбит увидела их впервые, она потеряла сознание, а после её глаза постоянно были полны ужаса. И муж объятой страхом женщины, будучи не в силах разгадать загадку самостоятельно, обращается за помощью к прославленному сыщику.
Холмс договорился с клиентом, что тот будет пребывать дома и следить за всеми происшествиями, а новые рисунки пляшущих человечков отсылать Холмсу.
Конечно, Холмс сразу догадывается: это не что иное, как шифр, а вовсе не детские каракули. Накопив достаточное количество разновидностей «человечков», он раскрывает их тайну и отправляет телеграмму. Через 2 дня Кьюбит присылает новых «пляшущих человечков». Увидев их, Шерлок решает немедленно ехать в Норт-Уэлшем, мотивируя поспешность словами: «Мы позволили этому делу зайти слишком далеко».
Получив срочную телеграмму, Холмс говорит, что Кьюбит попал в «чрезвычайно опасную паутину». Когда, наконец, Холмс прибывает в Норт-Уэлшем, он узнает, что Хилтон Кьюбит убит, а его жена тяжело ранена.
Далее описывается расследование убийства, в конце рассказа раскрывается тайна шифра. Пляшущие человечки оказались шифром простой замены с флагами — разделителями слов. Шерлок Холмс, проанализировавший ранее 160 различных шифров, взломал шифр методом атаки на основе подобранного открытого текста. В последнем сообщении говорилось «ИЛСИ ГОТОВЬСЯ К СМЕРТИ». Убийцей и автором рисунков оказался Аб Слени — бывший жених Илси Патрик, бандит из Чикагской шайки. Она сбежала от него в Англию, но он разыскал её. В результате их переписки она согласилась поговорить с ним через окно в три часа ночи, когда муж её будет спать, взамен на обещание Аба оставить её в покое. Она предложила ему денег, но попытка женщины откупиться привела Слени в бешенство, он схватил Илси за руку, но тут прибежал её муж с револьвером. Аб и Хилтон выстрелили друг в друга: Кьюбит был убит, Слени остался цел. После этого Илси попыталась застрелиться.
Шерлок Холмс, приехав и обследовав место преступления, посылает Абу Слени записку, в которой пляшущими человечками сообщается: «ПРИХОДИ НЕМЕДЛЕННО». Тот, как и рассчитывал детектив, не усомнился, что записку написала Илси, и явился на зов. Холмс поймал его.
Илси выздоровела. Аб Слени, признав свою вину, был вместо грозившей ему смертной казни осуждён лишь на каторжные работы.

## Персонажи
- Шерлок Холмс — частный детектив;
- Доктор Ватсон — друг Шерлока Холмса;
- Мистер Хилтон Кьюбит из Ридлинг-Торп-мэнор в Норфолке — клиент Шерлока Холмса;
- Миссис Илси Кьюбит (урожд. Патрик) — жена мистера Кьюбита;
- Мистер Аб Слени — бывший жених Илси Патрик, бандит Чикагской шайки.

## Критика
Рассказ «Пляшущие человечки» очень похож на новеллу Эдгарда Алана По «Золотой жук». Конан Дойль никогда не скрывал, что первым детективным рассказом, который он прочитал, был как раз «Золотой жук».
Первоначально Конан Дойль неохотно признавал влияние По и Эмиля Габорио на своё творчество. В «Этюде в багровых тонах» Ватсон говорит Холмсу, что тот напоминает ему Дюпена По. На что Холмс отвечает, что «Дюпен — недалёкий малый», а затем назвал Лекока из произведений Габорио «жалким сопляком».
Впоследствии Конан Дойль выражал глубокую признательность По. Когда он был в Нью-Йорке в 1884 году, его спросили, повлияло ли творчество Эдгара По на него. Дойль ответил, что детективы По — лучшие среди всей художественной литературы, а Дюпен просто не имеет равных. Позже, в Through the Magic Door, Дойль характеризовал По как «создателя детективного жанра, все поиски сокровищ и разгадки шифров берут начало от его „Золотого жука“», которого Конан Дойль прочитал, будучи студентом в Фельдкирхе.
Критики считают, что Конан Дойль внёс свой вклад в развитие детективного жанра. Эдгар Аллан По и Эмиль Габорио, на которых оглядывался Конан Дойль, использовали конкретные направления расследования в своих произведениях. Конан Дойль же пошёл дальше, развил эти направления, приукрасил их, наделил Холмса актуальными умениями конца XIX века. Так, в «Пляшущих человечках» Холмс блещет своими познаниями в криптографии и криптоанализе — науках, популяризировавшихся во время написания рассказа.

## Шифр

### Алфавит
В переводе Чуковских использован алфавит из 23 знаков (человечки с флагами являются разделителями слов):

### Шифрограммы
В произведении зашифрованы фразы (в хронологическом порядке):
- «Я здесь Аб Слени»
- «Илси я живу у Элриджа» (Аб Слени)
- «Илси приходи» (Аб Слени)
- «Никогда» (Илси Патрик)
- «Илси готовься к смерти» (Аб Слени)
- «Приходи немедленно» (Шерлок Холмс)

### Дешифрование
Холмс прибегает к частотному анализу. Частотность букв в шифрограммах, имевшихся у него, сильно отличается от частотности букв для текстов на русском языке. В оригинале частотность букв в шифрограммах сходна с частотностью букв для текстов на английском языке.
| Буква          | А   | Б   | В   | Г   | Д   | Е   | Ё   | Ж    | З   | И    | Й   |
| -------------- | --- | --- | --- | --- | --- | --- | --- | ---- | --- | ---- | --- |
| Количество     | 3   | 1   | 2   | 2   | 5   | 3   | 0   | 2    | 1   | 13   | 0   |
| Частотность, % | 4,3 | 1,4 | 2,9 | 2,9 | 7,2 | 4,3 | 0   | 2,9  | 1,4 | 18,8 | 0   |
| Буква          | К   | Л   | М   | Н   | О   | П   | Р   | С    | Т   | У    | Ф   |
| Количество     | 2   | 5   | 1   | 2   | 4   | 1   | 4   | 7    | 2   | 2    | 0   |
| Частотность, % | 2,9 | 7,2 | 1,4 | 2,9 | 5,8 | 1,4 | 5,8 | 10,1 | 2,9 | 2,9  | 0   |
| Буква          | Х   | Ц   | Ч   | Ш   | Щ   | Ъ   | Ы   | Ь    | Э   | Ю    | Я   |
| Количество     | 1   | 0   | 0   | 0   | 0   | 0   | 0   | 2    | 1   | 0    | 3   |
| Частотность, % | 1,4 | 0   | 0   | 0   | 0   | 0   | 0   | 2,9  | 1,4 | 0    | 4,3 |

Холмс воспользовался методом атаки на основе подобранного открытого текста. Также он считал, что флажки в записках являются символом конца слова. Далее в английских и русских изданиях Холмс действовал по-разному из-за различных частотных характеристик английского и русского языков. Далее приведено сравнение процесса дешифровки в русском и английском вариантах:

#### «Английский» Холмс[14]
Холмс использует тот же подход, что и Легран, герой рассказа Эдгара По «Золотой жук». Поначалу дешифровщику мешает недостаток данных. В распоряжении Леграна была единственная записка, содержащая 193 символа. У Холмса поначалу была записка из 15 символов. Изучив её, Холмс решил отталкиваться от той же идеи, что и Легран: буква E встречается в английском письме чаще остальных. Также Холмс предположил, что флаги являются разделителями слов.
Получив ещё три записки, Холмс подставляет известную ему букву E в одну из них (в четвёртую, которая была дописана под третьей и, по мнению Холмса, была ответом миссис Кьюбит) — .E.E.. Он предполагает, что это слово NEVER и получает три буквы — N, V, R.
Холмс обращает внимание на третью записку, ...E E...E. Он предполагает, что это обращение к миссис Кьюбит, вероятно, призыв — COME ELSIE. Так Холмс получает ещё шесть букв — C, O, M, I, L, S.
Сыщик заполняет первую записку известными ему буквами — .M .ERE ..E SL.NE.. Холмс заканчивает второе слово — HERE, подбирает букву A, так как она встречается в записке три раза, — AM HERE A.E SLANE. и заполняет пробелы в популярных американских имени и фамилии — AM HERE ABE SLANEY. Полученные буквы — A, H, B, Y.
Заменив известных ему человечков на буквы во второй записке, Холмс получает A. ELRI.ES и предполагает, что это описание места, AT ELRIGES. Полученные буквы — T, G. И так разгадывая шифры, Холмс приходит к ответу.

#### «Русский» Холмс[16]
Холмс предположил, что первое слово второй и третьей записки — обращение к миссис Кьюбит, ИЛСИ. Таким образом он получил 3 буквы — И, Л, С.
Далее обратил внимание на второе слово третьей записки — из 7 букв, третья и последняя — И. Из предположений о возможном смысле записи следовало, что это — ПРИХОДИ. Найденные буквы: П, Р, Х, О, Д.
По мнению Холмса, четвёртую записку написала миссис Кьюбит. Всего одно слово: .И.О.Д. — НИКОГДА. Шерлок получил буквы: Н, К, Г, А.
Теперь первая записка выглядела так: . .Д.С. А. СЛ.НИ. Аб и Слени — распространённые в Америке, соответственно, имя и фамилия. Первое слово — Я, второе — ЗДЕСЬ. Вся фраза — Я ЗДЕСЬ АБ СЛЕНИ. Новые буквы: Я, З, Е, Ь, Б.
Вторая записка: Я .И.. . .ЛРИД.А — Я ЖИВУ У ЭЛРИДЖА. Новые буквы: Ж, В, У, Э.
Последняя записка Аба Слени: ИЛСИ ГО.ОВЬСЯ К С.ЕР.И — расшифровывается просто (ИЛСИ ГОТОВЬСЯ К СМЕРТИ). Полученные буквы: Т, М.
Таким образом, в руках у Холмса оказались все 23 буквы.

## Адаптации
- В 1923 году вышел на экраны немой фильм «Загадка пляшущих человечков» с Эйлом Норвудом в роли Холмса.[17]
- В 1943 году был снят фильм «Шерлок Холмс и секретное оружие». Из рассказа была заимствована идея кода пляшущих человечков. Сюжет описывает борьбу Холмса и профессора Мориарти в условиях Второй мировой войны. В роли Холмса снялся Бэзил Рэтбоун.[18]
- «Пляшущие человечки» были адаптированы для второго эпизода второго сезона телевизионного сериала 1965—1968 годов «Шерлок Холмс». В роли Холмса снялся Питер Кашинг.[19]
- «Пляшущие человечки» были адаптированы для второго эпизода телевизионного сериала 1984 года «Приключения Шерлока Холмса». В роли Холмса снялся Джереми Бретт.[20]
- «Пляшущие человечки» послужили основой для одиннадцатого эпизода анимационного телевизионного сериала 1999 года «Шерлок Холмс в XXII веке».[21]
- Также идея «Пляшущих человечков» была использована во втором эпизоде первого сезона телевизионного сериала Би-би-си «Шерлок». В эпизоде «Слепой банкир» Холмс расследует причину появления непонятных знаков в запертой комнате. А сами знаки в виде пляшущих человечков показаны в финале третьей серии четвертого сезона. В роли Холмса снялся Бенедикт Камбербэтч.
- «Приключение Генри Баскервиля и Собаки», эпизод кукольного представления «Шерлок Холмс»[англ.] (японская телерадиокомпания NHK), основан на «Собаке Баскервилей» и «Пляшущих человечках». В нём Холмс расшифровывает кодекс, найденный в школе, с исследованием настоящей персоны «Повелителя собак».